# Mercado del Puerto
El Mercado del Puerto es un paseo gastronómico y cultural de Montevideo,  Uruguay. 

## Historia
De acuerdo a los historiadores Fernando O. Assunção e Iris Bombet Franco, en 1865 se constituyó una sociedad por acciones a iniciativa del comerciante Pedro Sáenz de Zumarán con el fin de construir un mercado en Montevideo. Con este destino se compraron los terrenos a la costa norte de la bahía, en el paraje conocido como «El Baño de los Padres», parte de la manzana limitada por las actuales calles Pérez Castellanos, Piedras, Maciel y Rambla 25 de agosto de 1825.
Uno de los pasos iniciales por parte de los empresarios fue consultar al ingeniero inglés R. H. Mesures acerca de la viabilidad de proyectar una construcción metálica sobre bases de hierro, técnica absolutamente desconocida en América, pero que se comenzaba a aplicar en Europa. El uso de esqueletos de hierro en la arquitectura se consagraría definitivamente en 1889, cuando Gustavo Eiffel levantó en París la torre que lleva su nombre. 
El ingeniero Mesures debió vigilar las fundiciones metálicas realizadas en los talleres de la Union Foundry de K.T. Parkin, en Liverpool, y viajar luego a Montevideo con una escuadra de primeros oficiales herreros para dirigir la obra. El armazón original fue levantado sobre el trabajo de albañilería del constructor francés Eugenio Penot. La construcción demoró tres años. 
Fue inaugurado el 10 de octubre de 1868 con la asistencia del Presidente de la República, Lorenzo Batlle e integrantes de su gabinete ministerial. Su destino era el de mercado proveedor de frutas, verduras y carnes a los buques que arribaban a la bahía montevideana y a las familias adineradas que por entonces levantaban sus mansiones en los alrededores. Las fruterías, verdulerías y carnicerías pasaron a ser, al cabo de los años los hoy famosos y mentados lugares de comidas y tragos.
La abigarrada estructura de metal del Mercado del Puerto ha sido escenario de los más diversos encuentros. Carlos Gardel y Enrico Caruso se pasearon juntos por sus calles internas; José Enrique Rodó acostumbraba a beber allí sus "caflitas" en un disimulado pocillo de café; Pedro Figari tomó de allí varias de las escenas que inspiraron sus pinturas. 
Paralelamente a la historia real del Mercado del Puerto circularon otras no verídicas. Se decía que por 1800 pasaba en tránsito por el puerto de Montevideo la estructura de hierro de lo que iba a ser una estación de ferrocarril en Bolivia. Al no haber pagado el país de destino las despensas necesarias para culminar la transacción, la compañía inglesa que la poseía, habría decidido rematarla en Montevideo. También existe otra versión que sostenía que el hierro del Mercado era, en su primitivo y original destino, una estación de ferrocarril que debía levantarse sobre una ciudad del océano Pacífico. El buque que conducía la carga habría naufragado en las costas de Maldonado o Rocha, y en esas circunstancias un grupo de capitalistas montevideanos habrían decidido adquirir por poco dinero el material abandonado y utilizarlo para la construcción de un mercado.

## Actualidad
En la actualidad no funciona como mercado, sino que en su interior y cercanías se han instalado numerosos restaurantes, que sirven, entre otras especialidades, el asado uruguayo de carne vacuna, convirtiéndose así en punto obligado de la visita a de Montevideo.
Bajo su estructura metálica se mezclan olores y colores diversos, mientras que artesanos, músicos y pintores interactúan con la gente que llega a comer, a comprar o a curiosear simplemente. El sábado, día que coincide con el promocionado Paseo Cultural de la Ciudad Vieja, es una jornada animada por músicos, cantantes y dibujantes. Numeroso público se esparce, tanto dentro del Mercado, como en la calle Peatonal Pérez Castellanos, la Peatonal Sarandí y en la plazoleta de La Proa, donde por lo general se ubica una feria de artesanías, souvenirs y antigüedades. También desde 2014 se encuentra el Mercado de los Artesanos, paseo ineludible, de artesanía uruguaya hecha por uruguayos, lo cual hace más atractivo su visita a estos mercados.

## Medio y medio
El Medio y medio es una tradicional bebida muy asociada con el mercado al que debe su invención, ya que pertenece al bar Roldós abierto en 1888 y ubicado dentro del mercado.
Es en este bar dónde se puede degustar esta bebida tradicional del mercado que consiste en un corte de vinos, vino blanco espumoso dulce y vino blanco seco.

## Celebraciones
El mercado es punto de reunión de uruguayos y turistas que se reúnen todas las tardes de fin de año a comer, bailar y celebrar el año nuevo. En esas tardes, es común ver en las inmediacianes del mercado a la gente bailando y bañándose con sidra, por más que alguno así no lo quiera.
También es punto de encuentro durante las celebraciones estudiantiles de egresados (especialmente los de medicina), que se reúnen a celebrar y que además de los tradicionales baños de sidra.
En los últimos años, la magnitud y el desorden de esta clase de celebraciones estudiantiles ha sido tal, dada la acumulación de gente y suciedad desperdigada, que la Intendencia de Montevideo ha decidido trasladarlas en más de una ocasión debido a las quejas de vecinos y comerciantes de la zona.